# Polnischer Fußballpokal 1985/86

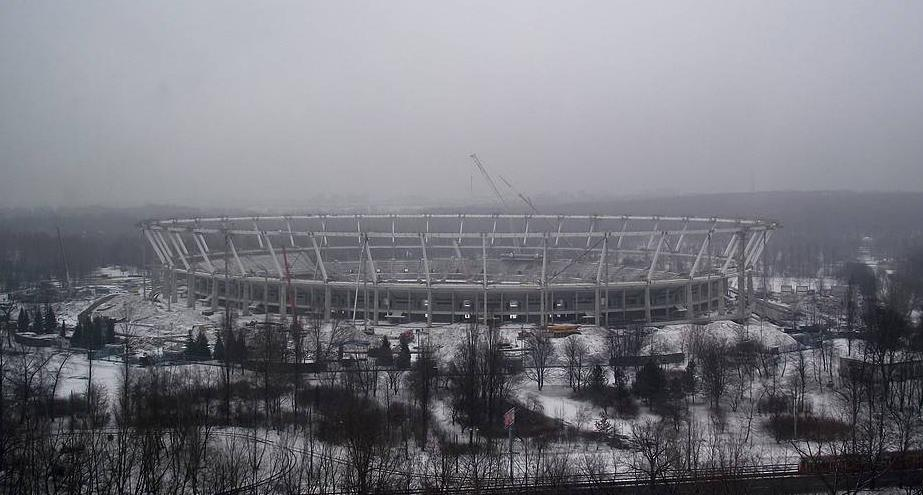
Das Stadion Śląski in Chorzów, Austragungsort des polnischen Pokalfinales 1986

Der Puchar Polski 1985/86 (deutsch Polnischer Fußballpokal 1985/86) war die 32. Ausspielung des polnischen Pokalwettbewerbs. Er begann am 28. Juli 1985 und wurde mit dem Finale am 1. Mai 1986 abgeschlossen.
Im Finale standen sich Vorjahresfinalist GKS Katowice und Górnik Zabrze gegenüber. GKS Katowice gewann erstmals den nationalen Pokal bei seiner zweiten Finalteilnahme. Endspielgegner Górnik Zabrze stand zum elften Mal im Finale und verlor zum fünften Mal.
Durch den Pokalgewinn war GKS Katowice für die Teilnahme am Europapokal der Pokalsieger qualifiziert.

## Teilnehmende Mannschaften
| 1. Liga 16 Vereine der Saison 1984/85 | 2. Liga 32 Vereine der Saison 1984/85 | 64 regionale Teilnehmer aus den Woiwodschaften | 64 regionale Teilnehmer aus den Woiwodschaften | 64 regionale Teilnehmer aus den Woiwodschaften |
| Górnik Zabrze Legia Warschau Widzew Łódź (TV) Lech Posen Zagłębie Sosnowiec ŁKS Łódź Ruch Chorzów Górnik Wałbrzych Motor Lublin GKS Katowice Pogoń Szczecin Lechia Gdańsk Bałtyk Gdynia Śląsk Wrocław Radomiak Radom Wisła Krakau | Gruppe I Zagłębie Lubin Gwardia Warschau Szombierki Bytom Odra Wodzisław Zawisza Bydgoszcz Olimpia Posen Piast Gliwice Stal Stocznia Szczecin Moto Jelcz Oława Chrobry Głogów Ślęza Wrocław Zagłębie Wałbrzych Victoria Jaworzno Stilon Gorzów Wielkopolski Chemik Police AKS Niwka Gruppe II Stal Mielec Igloopol Dębica Hutnik Krakau Górnik Knurów Stal Stalowa Wola Start Łódź Jagiellonia Białystok Korona Kielce Włókniarz Pabianice Polonia Bytom Resovia Rzeszów Błękitni Kielce Stal Rzeszów Avia Świdnik Polonia Warschau KS Cracovia | - W. Biała Podlaska AZS Biała Podlaska - W. Białystok Pogoń Łapy - W. Bielsko-Biała Hejnał Kęty - W. Bydgoszcz Goplania Inowrocław - W. Chełm Gwardia Chełm - W. Ciechanów Mazovia Ciechanów - W. Częstochowa Motor Praszka - W. Elbląg Olimpia Elbląg - W. Gdańsk Stoczniowiec Gdańsk Unia Tczew - W. Gorzów Dąb Dębno Lubuszanin Drezdenko - W. Jelenia Góra Lechia Piechowice - W. Kalisz Włókniarz Kalisz - W. Katowice Górnik Sosnowiec Górnik MK Katowice ROW Rybnik - W. Kielce Star Starachowice - W. Konin Górnik Konin - W. Koszalin Wielim Szczecinek - W. Kraków Wisła II Krakau Dalin Myślenice | - W. Krosno Karpaty Krosno - W. Legnica Zamet Przemków - W. Leszno Kania Gostyń - W. Lublin Motor II Lublin Avia II Świdnik - W. Łomża Grom Czerwony Bór - W. Łódź ŁKS II Łódź Boruta Zgierz - W. Nowy Sącz Sandecja Nowy Sącz - W. Olsztyn Gwardia Szczytno - W. Opole Odra Opole - W. Ostrołęka Ostrovia Ostrów Mazowiecka - W. Piła Sparta Złotów - W. Piotrków Lechia Tomaszów Mazowiecki - W. Płock Wisła Płock - W. Poznań Warta Posen Lech II Posen - W. Przemyśl Polna Przemyśl - W. Radom Radomiak II Radom Broń Radom - W. Rzeszów LZS Czudec Resovia II Rzeszów | - W. Siedlce Pogoń Siedlce Sokół Sokołów Podlaski - W. Sieradz Warta Siedarz - W. Skierniewice Bzura Chodaków - W. Słupsk Czarni Słupsk - W. Suwałki Wigry Suwałki - W. Szczecin Błękitni Stargard Szczeciński Arkonia Szczecin - W. Tarnobrzeg Stal II Stalowa Wola - W. Tarnów Unia Tarnów - W. Toruń Unia Wąbrzeźno - W. Wałbrzych Zagłębie II Wałbrzych Orzeł Ząbkowice Śląskie - W. Warszawa Mazur Karczew AZS AWF Warschau - W. Włocławek Mień Lipno - W. Wrocław Polonia Środa Śląska Moto Jelcz II Oława - W. Zamość Hetman Zamość - W. Zielona Góra Promień Żary |

## 1. Runde
Die Spiele der 1. Runde fanden am 28. und 31. Juli 1985 mit den Teilnehmern aus den Woiwodschaften statt.
| Datum      |                         | Ergebnis              |                               |
| ---------- | ----------------------- | --------------------- | ----------------------------- |
| 28.07.1985 | Dąb Dębno               | 0:4                   | Warta Posen                   |
| 28.07.1985 | Sparta Złotów           | 1:3                   | Lech II Posen                 |
| 28.07.1985 | Promień Żary            | 2:3                   | Lubuszanin Drezdenko          |
| 28.07.1985 | Wielim Szczecinek       | 0:2                   | Błękitni Stargard Szczeciński |
| 28.07.1985 | Polonia Środa Śląska    | 1:0                   | Zagłębie II Wałbrzych         |
| 28.07.1985 | Moto Jelcz II Oława     | 0:2                   | Odra Opole                    |
| 28.07.1985 | Orzeł Ząbkowice Śląskie | 1:1 n. V. (8:7 i. E.) | Lechia Piechowice             |
| 28.07.1985 | Kania Gostyń            | 2:2 n. V. (4:3 i. E.) | Zamet Przemków                |
| 28.07.1985 | Unia Wąbrzeźno          | 0:5                   | Stoczniowiec Gdańsk           |
| 28.07.1985 | Goplania Inowrocław     | 9:0                   | Mień Lipno                    |
| 28.07.1985 | Sokół Sokołów Podlaski  | 0:6                   | Gwardia Szczytno              |
| 28.07.1985 | Grom Czerwony Bór       | 3:0                   | Ostrovia Ostrów Mazowiecka    |
| 28.07.1985 | Mazur Karczew           | 0:1                   | Wisła Płock                   |
| 28.07.1985 | Pogoń Siedlce           | 2:1                   | AZS Biała Podlaska            |
| 28.07.1985 | Mazovia Ciechanów       | 2:1                   | Bzura Chodaków                |
| 28.07.1985 | Warta Sieradz           | 3:2                   | ŁKS II Łódź                   |
| 28.07.1985 | Boruta Zgierz           | 0:2                   | Górnik Konin                  |
| 28.07.1985 | Włókniarz Kalisz        | 3:2                   | Lechia Tomaszów Mazowiecki    |
| 28.07.1985 | Górnik Sosnowiec        | 1:0                   | Hejnał Kęty                   |
| 28.07.1985 | Motor Praszka           | 2:1                   | Star Starachowice             |
| 28.07.1985 | Dalin Myślenice         | 2:2 n. V. (4:5 i. E.) | Sandecja Nowy Sącz            |
| 28.07.1985 | Górnik MK Katowice      | 3:0                   | ROW Rybnik                    |
| 28.07.1985 | LZS Czudec              | 2:3                   | Karpaty Krosno                |
| 28.07.1985 | Polna Przemyśl          | 5:0                   | Resovia II Rzeszów            |
| 28.07.1985 | Stal II Stalowa Wola    | 2:0                   | AZS AWF Warschau              |
| 28.07.1985 | Motor II Lublin         | 1:3                   | Broń Radom                    |
| 28.07.1985 | Gwardia Chełm           | 0:3                   | Radomiak II Radom             |
| 28.07.1985 | Avia II Świdnik         | 0:1                   | Hetman Zamość                 |
| 28.07.1985 | Pogoń Łapy              | 3:2                   | Wigry Suwałki                 |
| 31.07.1985 | Unia Tczew              | 0:2                   | Olimpia Elbląg                |
| 31.07.1985 | Wisła II Krakau         | 1                     | Unia Tarnów                   |
| 31.07.1985 | Czarni Słupsk           | 2:0                   | Arkonia Szczecin              |

## 2. Runde
Die Spiele der 2. Runde wurden am 7., 14. und 21. August 1985 mit den Gewinnern der 1. Runde sowie den Mannschaften der 2. Liga der Saison 1984/85 ausgetragen.
| Datum      |                               | Ergebnis                |                            |
| ---------- | ----------------------------- | ----------------------- | -------------------------- |
| 07.08.1985 | Gwardia Szczytno              | 2:1                     | Zawisza Bydgoszcz          |
| 07.08.1985 | Lubuszanin Drezdenko          | 2:1                     | Stal Stocznia Szczecin     |
| 07.08.1985 | Błękitni Stargard Szczeciński | 2:0                     | Olimpia Posen              |
| 07.08.1985 | Olimpia Elbląg                | 3:0                     | Jagiellonia Białystok      |
| 07.08.1985 | Górnik MK Katowice            | 2:0                     | Odra Wodzisław             |
| 07.08.1985 | Unia Tarnów                   | 1:2                     | Piast Gliwice              |
| 07.08.1985 | Czarni Słupsk                 | 2:5 n. V.               | Stilon Gorzów Wielkopolski |
| 07.08.1985 | Mazovia Ciechanów             | 1:0                     | Polonia Warschau           |
| 07.08.1985 | Pogoń Łapy                    | 1:5                     | Gwardia Warschau           |
| 07.08.1985 | Radomiak II Radom             | 0:1                     | Avia Świdnik               |
| 07.08.1985 | Goplania Inowrocław           | 2:0                     | Moto Jelcz Oława           |
| 07.08.1985 | Warta Sieradz                 | 1:2 n. V.               | Polonia Bytom              |
| 07.08.1985 | Broń Radom                    | 1:1 n. V. (4:5 i. E.)   | Stal Stalowa Wola          |
| 07.08.1985 | Pogoń Siedlce                 | 1:0                     | Resovia Rzeszów            |
| 07.08.1985 | Stoczniowiec Gdańsk           | 1:0                     | Chemik Police              |
| 07.08.1985 | Sandecja Nowy Sącz            | 1:4                     | Szombierki Bytom           |
| 07.08.1985 | Lech II Posen                 | 0:1                     | Włókniarz Pabianice        |
| 07.08.1985 | Włókniarz Kalisz              | 2:2 n. V. (3:4 i. E.)   | Górnik Knurów              |
| 07.08.1985 | Kania Gostyń                  | 1:1 n. V. (1:3 i. E.)   | Chrobry Głogów             |
| 07.08.1985 | Karpaty Krosno                | 0:2                     | Hutnik Krakau              |
| 07.08.1985 | Górnik Konin                  | 1:0                     | Błękitni Kielce            |
| 07.08.1985 | Polna Przemyśl                | 2:3                     | Cracovia                   |
| 07.08.1985 | Polonia Środa Śląska          | 0:0 n. V. (2:4 i. E.)   | Victoria Jaworzno          |
| 07.08.1985 | Górnik Sosnowiec              | 0:1                     | AKS Niwka                  |
| 07.08.1985 | Stal II Stalowa Wola          | 0:1                     | Start Łódź                 |
| 07.08.1985 | Orzeł Ząbkowice Śląskie       | 1:4                     | Ślęza Wrocław              |
| 07.08.1985 | Wisła Płock                   | 3:0                     | Igloopol Dębica            |
| 07.08.1985 | Motor Praszka                 | 0:2                     | Korona Kielce              |
| 07.08.1985 | Odra Opole                    | 2:1                     | Zagłębie Wałbrzych         |
| 14.08.1985 | Warta Posen                   | 1:0                     | Zagłębie Lubin             |
| 21.08.1985 | Grom Czerwony Bór             | 0:5                     | Stal Mielec                |
| 21.08.1985 | Hetman Zamość                 | 2:2 (0:3 i. E.) 1 5:1 1 | Stal Rzeszów               |

## 3. Runde
Die Spiele der 3. Runde fanden am 28. August und 18. September 1985 statt. Es nahmen die Gewinner der 2. Runde teil.
| Datum      |                               | Ergebnis              |                            |
| ---------- | ----------------------------- | --------------------- | -------------------------- |
| 28.08.1985 | Warta Posen                   | 1:0                   | Odra Opole                 |
| 28.08.1985 | AKS Niwka                     | 1:0                   | Górnik Knurów              |
| 28.08.1985 | Piast Gliwice                 | 0:1                   | Hutnik Krakau              |
| 28.08.1985 | Włókniarz Pabianice           | 2:0                   | Gwardia Warschau           |
| 28.08.1985 | Mazovia Ciechanów             | 1:2                   | Gwardia Szczytno           |
| 28.08.1985 | Lubuszanin Drezdenko          | 1:0                   | Stilon Gorzów Wielkopolski |
| 28.08.1985 | Chrobry Głogów                | 0:2                   | Polonia Bytom              |
| 28.08.1985 | Błękitni Stargard Szczeciński | 3:1 n. V.             | Górnik Konin               |
| 28.08.1985 | Goplania Inowrocław           | 2:1 n. V.             | Wisła Płock                |
| 28.08.1985 | Ślęza Wrocław                 | 2:3                   | Szombierki Bytom           |
| 28.08.1985 | Cracovia                      | 3:1                   | Stal Mielec                |
| 28.08.1985 | Pogoń Siedlce                 | 0:3                   | Avia Świdnik               |
| 28.08.1985 | Górnik MK Katowice            | 0:2                   | Victoria Jaworzno          |
| 28.08.1985 | Start Łódź                    | 3:2 n. V.             | Stal Stalowa Wola          |
| 28.08.1985 | Hetman Zamość                 | 1:1 n. V. (2:4 i. E.) | Korona Kielce              |
| 18.09.1985 | Stoczniowiec Gdańsk           | 1:1 n. V. (3:2 i. E.) | Olimpia Elbląg             |

## 4. Runde
Die Spiele der 4. Runde fanden am 24. und 25. September 1985 mit den Gewinnern der 3. Runde statt. Hinzu kamen die 16 Mannschaften der 1. Liga.
| Datum      |                               | Ergebnis              |                    |
| ---------- | ----------------------------- | --------------------- | ------------------ |
| 24.09.1985 | AKS Niwka                     | 1:3                   | GKS Katowice       |
| 25.09.1985 | Hutnik Krakau                 | 0:2                   | Zagłębie Sosnowiec |
| 25.09.1985 | Szombierki Bytom              | 1:4                   | Górnik Wałbrzych   |
| 25.09.1985 | Błękitni Stargard Szczeciński | 3:2                   | Bałtyk Gdynia      |
| 25.09.1985 | Warta Posen                   | 2:0                   | Wisła Krakau       |
| 25.09.1985 | Stoczniowiec Gdańsk           | 0:1                   | Motor Lublin       |
| 25.09.1985 | Avia Świdnik                  | 1:0                   | Radomiak Radom     |
| 25.09.1985 | Cracovia                      | 1:2                   | Widzew Łódź        |
| 25.09.1985 | Victoria Jaworzno             | 1:4                   | Lech Posen         |
| 25.09.1985 | Lubuszanin Drezdenko          | 2:4                   | Legia Warschau     |
| 25.09.1985 | Włókniarz Pabianice           | 0:4                   | Ruch Chorzów       |
| 25.09.1985 | Start Łódź                    | 0:1                   | Górnik Zabrze      |
| 25.09.1985 | Polonia Bytom                 | 0:0 n. V. (4:1 i. E.) | Lechia Gdańsk      |
| 25.09.1985 | Gwardia Szczytno              | 1:3                   | ŁKS Łódź           |
| 25.09.1985 | Korona Kielce                 | 1:3                   | Śląsk Wrocław      |
| 25.09.1985 | Goplania Inowrocław           | 1:2                   | Pogoń Szczecin     |

## 5. Runde
Die Spiele der 5. Runde fanden am 8. und 9. Oktober 1985 mit den Gewinnern der 4. Runde statt.
| Datum      |                               | Ergebnis              |                  |
| ---------- | ----------------------------- | --------------------- | ---------------- |
| 08.10.1985 | Motor Lublin                  | 0:1 n. V.             | Śląsk Wrocław    |
| 09.10.1985 | Avia Świdnik                  | 1:1 n. V. (6:5 i. E.) | Ruch Chorzów     |
| 09.10.1985 | Błękitni Stargard Szczeciński | 1:2                   | Pogoń Szczecin   |
| 09.10.1985 | Zagłębie Sosnowiec            | 0:2                   | Górnik Zabrze    |
| 09.10.1985 | Warta Posen                   | 1:2 n. V.             | Górnik Wałbrzych |
| 09.10.1985 | GKS Katowice                  | 1:0                   | Lech Posen       |
| 09.10.1985 | Polonia Bytom                 | 0:2                   | ŁKS Łódź         |
| 09.10.1985 | Widzew Łódź                   | 0:1                   | Legia Warschau   |

## Viertelfinale
Die Spiele wurden in Hin- und Rückspielen ausgetragen. Die erstgenannten Mannschaften hatten zuerst Heimrecht. Die Hinspiele fanden am 16. oder 17. und 30. Oktober, die Rückspiele am 20. Oktober und 20. November 1985 statt.
| Datum                 |                  | Gesamt |                | Hinspiel | Rückspiel |
| --------------------- | ---------------- | ------ | -------------- | -------- | --------- |
| 16. o. 17./20.10.1985 | Avia Świdnik     | 3:5    | Pogoń Szczecin | 2:3      | 1:2       |
| 30.10./20.11.1985     | Śląsk Wrocław    | 3:6    | Górnik Zabrze  | 1:1      | 2:5       |
| 30.10./20.11.1985     | Górnik Wałbrzych | 2:4    | ŁKS Łódź       | 1:1      | 1:3       |
| 30.10./20.11.1985     | Legia Warschau   | 4:5    | GKS Katowice   | 1:3      | 3:2       |

## Halbfinale
Die erstgenannten Mannschaften hatten zuerst Heimrecht. Die Hinspiele fanden am 30. November 1985, die Rückspiele am 4. Dezember 1985 statt.
| Datum             |                | Gesamt |              | Hinspiel | Rückspiel |
| ----------------- | -------------- | ------ | ------------ | -------- | --------- |
| 30.11./04.12.1985 | Pogoń Szczecin | 3:4    | GKS Katowice | 2:1      | 1:3       |
| 30.11./04.12.1985 | Górnik Zabrze  | 7:3    | ŁKS Łódź     | 6:1      | 1:2       |

## Finale
| GKS Katowice                               | GKS Katowice | Górnik Zabrze | Górnik Zabrze |
| ------------------------------------------ | --- | --- | ------------- |
| GKS Katowice                               | \| 1. Mai 1986 in Chorzów (Stadion Śląski) \| \| Ergebnis: 4:1 (2:0) \| \| Zuschauer: 50.000 \| \| Schiedsrichter: Janusz Eksztajn (Warschau) \| | \| 1. Mai 1986 in Chorzów (Stadion Śląski) \| \| Ergebnis: 4:1 (2:0) \| \| Zuschauer: 50.000 \| \| Schiedsrichter: Janusz Eksztajn (Warschau) \| | Górnik Zabrze |
| GKS Katowice                               | Robert Sęk – Piotr Nazimek, Piotr Piekarczyk, Krzysztof Zając, Jerzy Kapias – Marek Biegun (46. Krzysztof Rzeszutek), Zbigniew Krzyzos, Józef Łuczak, Mirosław Kubisztal (80. Wiktor Morcinek) – Marek Koniarek, Jan Furtok Cheftrainer: Alojzy Łysko | Józef Wandzik – Bogdan Gunia, Józef Dankowski, Joachim Klemenz (37. Ryszard Cyroń), Adam Ossowski (20. Marek Piotrowicz) – Marek Majka, Ryszard Komornicki, Waldemar Matysik, Jan Urban – Andrzej Zgutczyński, Andrzej Pałasz Cheftrainer: Hubert Kostka | Górnik Zabrze |
| GKS Katowice                               | 1:0 Jan Furtok (22.) 2:0 Jan Furtok (27.) 3:1 Marek Koniarek (83.) 4:1 Jan Furtok (87.) | 2:1 Ryszard Komornicki (47.) | Górnik Zabrze |
| 1. Mai 1986 in Chorzów (Stadion Śląski)    | | |               |
| Ergebnis: 4:1 (2:0)                        | | |               |
| Zuschauer: 50.000                          | | |               |
| Schiedsrichter: Janusz Eksztajn (Warschau) | | |               |